# Xuanzang

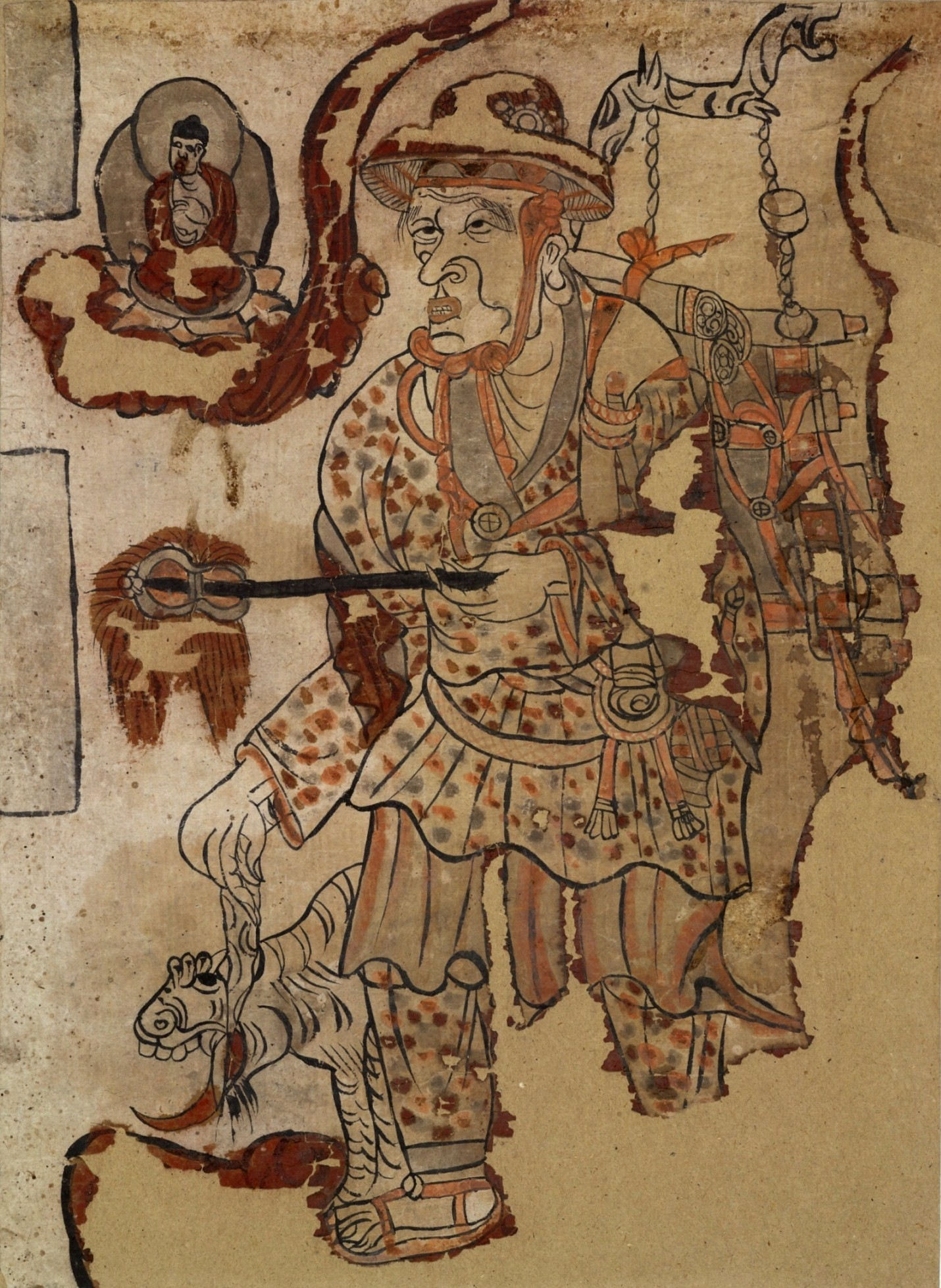
Xuanzang – Wandmalerei in der Dunhuang-Höhle, China 9. Jh.

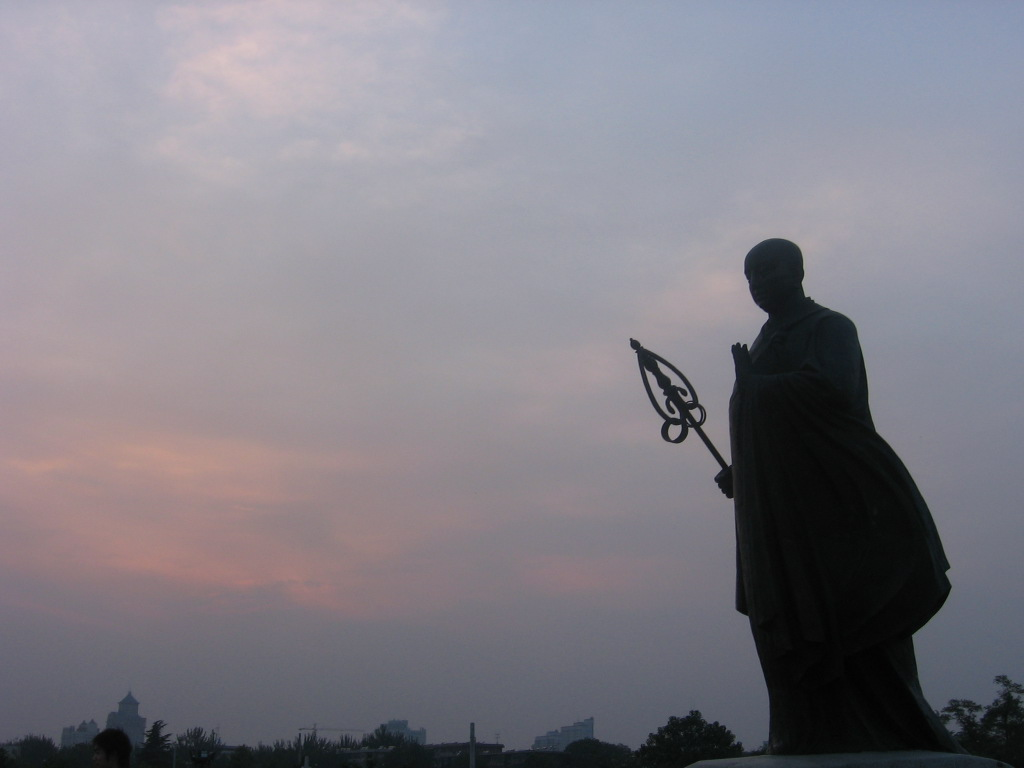
Statue von Xuanzang – Große Wildganspagode, Xi’an China

Xuanzang – Kamakura-Periode, Nationalmuseum Tokio

Xuanzang (chinesisch 玄奘, Pinyin Xuánzàng, W.-G. Hsüan-tsang;  a) jap. 玄奘三蔵 Genjō Sanzō;  b) * 602 – nach anderen Quellen 600 oder 603 – in Luòzhōu 洛州 – heute: Yanshi; † 664 in Yízhōu 宜州 – heute: Tongchuan) war ein buddhistischer Pilgermönch der Tangzeit aus China, der in den Jahren 629–645 die Seidenstraße und Indien bereiste.

## Reisen
Xuanzang stammte aus Henan, geboren zur Zeit des Wendi-Kaisers der Sui-Dynastie als Chen Yi (陳禕)  c); sein ursprünglicher Familienname war Chen. Mit 13 wurde er Mönch, aber schon nach einigen Jahren reiste er quer durchs Land. Im Jahr 629 verließ er trotz eines kaiserlichen Verbotes von Auslandsreisen China, um nach dem Vorbild eines früheren Pilgermönchs namens Faxian (Dongjin, reiste von 399 bis 412) den Buddhismus in dessen Ursprungsland Indien zu studieren.
Sein Weg führte ihn dabei über die Seidenstraße (Kumul/Hami, Samarkand, Balch und auf dem Rückweg über Khotan). Von 630 bis 643 bereiste Xuanzang Indien; er weilte ca. in den Jahren 641/42 eine Zeit lang am Hof oder in Begleitung des Chalukya-Herrschers Pulakesi II. und hielt sich die letzten acht Jahre hauptsächlich im Harsha-Reich auf. Er studierte längere Zeit in Nalanda und nahm im Jahr 643 auch als Vertreter des Mahayana-Buddhismus an einem großen Religionsdisput teil.

## Nachwirkung
Mit zwanzig Pferden, 657 buddhistischen Texten und 150 Reliquien machte er sich auf den Rückweg nach China. Im Jahr 645 kam er wieder in Chang’an an. Der Tang-Kaiser Taizong unterstützte ihn finanziell, so dass Xuanzang 74 heilige Schriften aus dem Sanskrit ins Chinesische übersetzen konnte, darunter Nyāyamukha (649) und Nyāyapraveśa (647), was maßgeblich zur Ausbreitung des Buddhismus in China beitrug. Sein Chengweishi Lun (成唯識論; sanskrit विज्ञप्तिमात्रतासिद्धि Vijñāptimātratāsiddhi; englisch Discourse on the Perfection of Consciousness-only)  d) wurde unter dem japanischen Namen Jōyuishiki-ron zum Haupttext der aus der Faxiang-Zong hervorgegangenen japanischen Hossō-shū.
Weiterhin hinterließ Xuanzang eine Reisebeschreibung unter dem Titel Da Tang Xiyuji (大唐西域記 – „Aufzeichnungen über die Westlichen Gebiete aus der Großen Tang-Dynastie“)  e), die heute tieferen Einblick ins damalige Indien gibt. Seine Schriften wurden in der Großen Wildganspagode in Chang’an aufbewahrt, er selbst wurde zur Hauptfigur des klassischen chinesischen Romans Die Pilgerreise nach dem Westen.

## Quellen

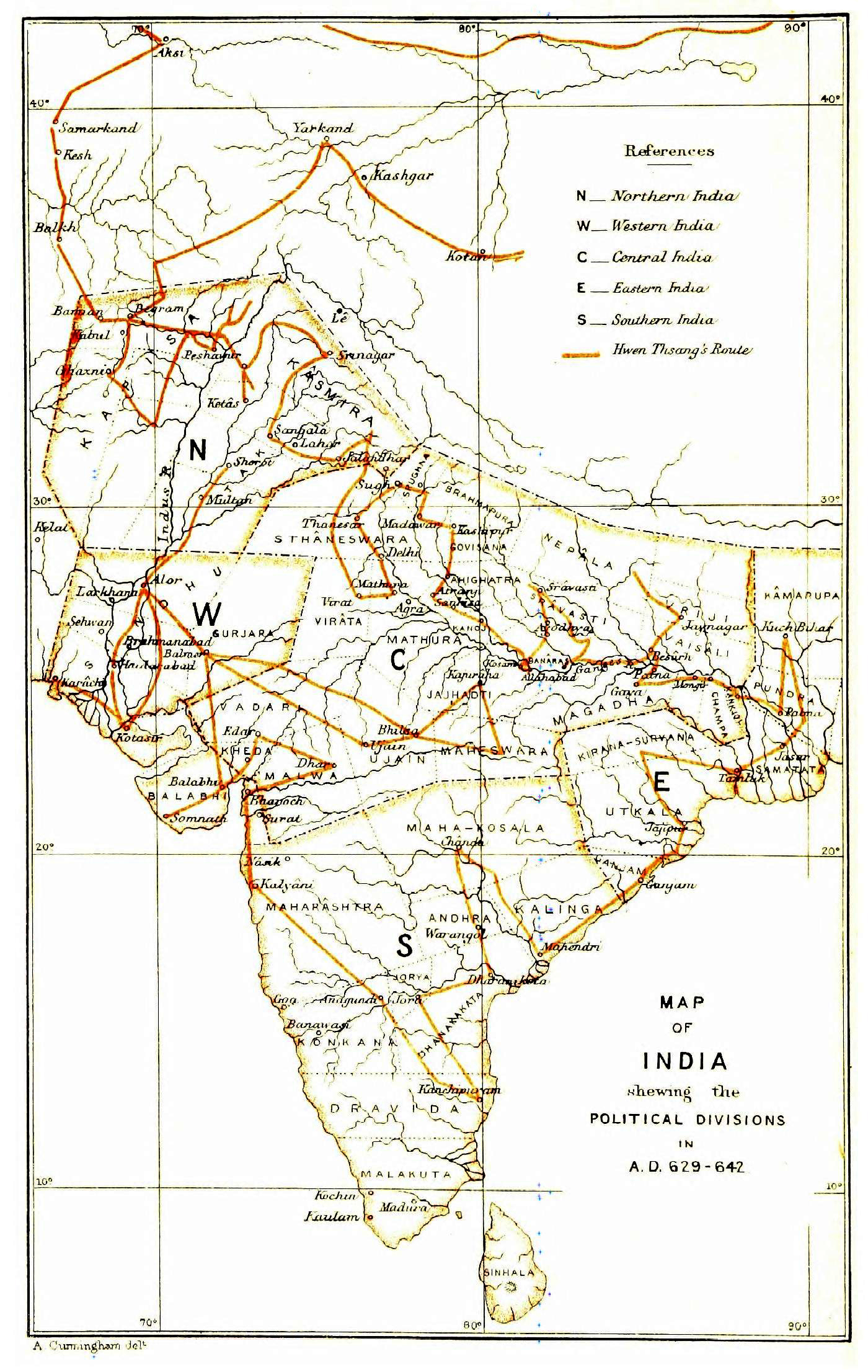
Reiseroute des Xuanzang auf dem indischen Subkontinent